# ケンブリッジ (メリーランド州)
ケンブリッジ（英: Cambridge）は、アメリカ合衆国メリーランド州の都市。ドーチェスター郡の郡庁所在地である。人口は1万3096 人（2020年）。メリーランド州の東部海岸地域では、ソールズベリー市、エルクトン町、イーストン町に次いで、人口第4位である。

## 歴史

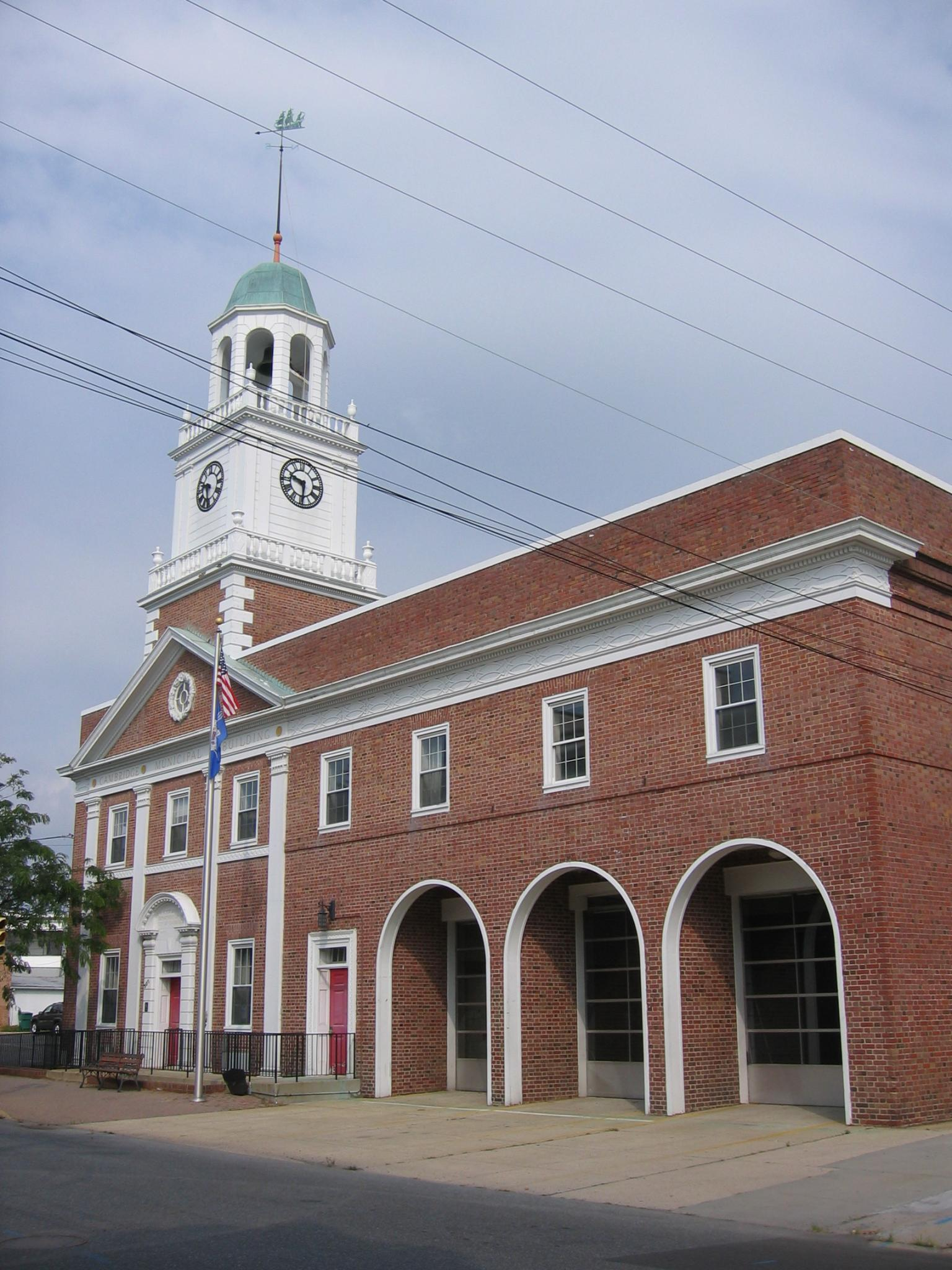
ケンブリッジ市役所

ケンブリッジは1684年にイングランド人開拓者が入植したので、メリーランド州では最古クラスの町である。イングランド人が植民地化した時、アルゴンキン語族のチョップタンク族インディアンが既に、同じ名前の付けられた川沿いに住んでいた。植民地時代、イングランド人開拓者が東部海岸で農業を開発した。最大のプランテーションではまずタバコが作られた。その後は多くの作物が混ざる農業になった。プランテーション経営者はタバコや混合農業のために奴隷化されたアフリカ人を購入した。町は地域のために交易の場となった。町の桟橋は地域で奴隷貿易を行う中心であり、町の中心全体にある歴史標識には、悲しい歴史が書かれている。町は1793年に正式に法人化された。元はチョップタンク族インディアン居留地の一部を占めていた。ケンブリッジはイングランドのケンブリッジの町と郡からその名が採られた。町は地下鉄道 (秘密結社)の停車駅となり、北へ逃げていく奴隷にとって安全な家の広範なネットワークだった。
ケンブリッジでは19世紀後半に食品加工産業、牡蠣、トマト、甘藷の缶詰が発達した。ケンブリッジの工業成長を先導したのはフィリップス・パッキング会社であり、同社は地域最大の雇用主に成長した。第一次および第二次世界大戦の時には国防総省から契約を得て、その成長を加速させた。その最盛期には1万人もの労働者を雇用していた。人々の味の指向が変わり食品産業が衰退したことで、フィリップスは操業度を落として行った。1960年代初期には創業そのものを止めてしまった。このために多くの失業を生み、市にとっては大きな社会問題になった。
1962年から1967年、ケンブリッジのは公民権運動の中心となり、黒人が仕事と住居を求めた。学校など公的施設での人種差別の撤廃も求めた。1963年と1967年、人種に関わる暴力事件がケンブリッジで起こった。市当局は州軍の力を借りて治安を維持しようとした。1967年の暴動は、デトロイト暴動に呼応して発生したものであり、市内の一部が暴徒により襲撃、放火された。
急進的運動の指導者はブラック・パンサー党の法務担当であるH・ラップ・ブラウンであり、地元の組織者グロリア・リチャードソンだった。1964年に公民権法が通り、ケンブリッジにおける公的な人種差別は終わった。
2002年、市の経済は400室のハイアット・リージェンシー・チェサピーク湾リゾートの開業に伴う観光業で職と景気が上向いた。このリゾートにはゴルフ場、温泉、マリーナがある。2007年、共和党アメリカ合衆国下院議員総会がここで開催され、アメリカ合衆国大統領ジョージ・W・ブッシュが演説を行った。
2003年7月1日、ケンブリッジはメリーランド州のメインストリート町に指定された。ケンブリッジのメインストリートはメリーランド州住宅・コミュニティ開発省によって創設され包括的中心街再活性化の過程にある。その計画は州内の選別された都市の経済的可能性を強化することにある。この構想は歴史遺産を元に観光資源を強化することになってきた。東部海岸の他の都市と共に多くの観光客を惹きつけている。1990年に一部がアメリカ合衆国国家歴史登録財に指定された中心街の事業地区を再活性化させてきた。
野球の古い東部海岸リーグに属する、キャナーズ、カーディナルス、クリッパーズ、ドジャースの4チームがケンブリッジを本拠地にしている。
以下の建造物や地区がアメリカ合衆国国家歴史登録財に指定されている。
ブリンスフィールドI史跡、ケンブリッジ歴史地区1区と3区、クライスト・エピスコパル教会と墓地、デールの権利（邸宅）、ドーチェスター郡庁舎と監獄、グラスゴー（邸宅）、ゴールズボロ邸、ラグランジ（邸宅）、アニー・オークリー邸、パトリシア（丸太カヌー）、パイン通り地域歴史地区、ロック・メソジスト・エピスコパル教会、スタンリー学校、シカモア・コテージ、ヤーマス（農場）である。

## 地理
ケンブリッジ市は北緯38度33分59秒 西経76度4分37秒 / 北緯38.56639度 西経76.07694度座標: 北緯38度33分59秒 西経76度4分37秒 / 北緯38.56639度 西経76.07694度に位置している。
アメリカ合衆国国勢調査局に拠れば、市域全面積は12.64平方マイル (32.74 km2)であり、このうち陸地10.34平方マイル (26.78 km2)、水域は2.30平方マイル (5.96 km2)で水域率は18.20%である。
ケンブリッジはチョップタンク川の南岸にある。

### 気候
ケンブリッジ地域の気候は暑く湿気た夏と温暖または冷涼な冬が特徴である。ケッペンの気候区分では温暖湿潤気候、記号は "Cfa" である。

## 人口動態

### 2010年国勢調査
以下は2010年国勢調査による人口統計データである。
| 基礎データ - 人口: 12,326 人 - 世帯数: 5,144 世帯 - 家族数: 3,040 家族 - 人口密度: 460.3人/km2（1,192.1 人/mi2） - 住居数: 6,228 軒 - 住居密度: 232.5軒/km2（602.3 軒/mi2） 人種別人口構成 - 白人: 45.9% - アフリカン・アメリカン: 47.9% - ネイティブ・アメリカン: 0.4% - アジア人: 1.3% - その他の人種: 2.0% - 混血: 2.5% - ヒスパニック・ラテン系: 4.9% | 年齢別人口構成 - 18歳未満: 24.5% - 18-24歳: 9.6% - 25-44歳: 24.9% - 45-64歳: 25.6% - 65歳以上: 15.4% - 年齢の中央値: 38歳 - 性比（女性100人あたり男性の人口） - 総人口: 84.5 世帯と家族（対世帯数） - 18歳未満の子供がいる: 31.1% - 結婚・同居している夫婦: 30.0% - 未婚・離婚・死別女性が世帯主: 24.0% - 非家族世帯: 40.9% - 単身世帯: 34.1% - 65歳以上の老人1人暮らし: 12.8% - 平均構成人数 - 世帯: 2.31人 - 家族: 2.93人 |

### 2000年国勢調査
以下は2000年国勢調査による人口統計データである。
| 基礎データ - 人口: 10,911 人 - 世帯数: 4,629 世帯 - 家族数: 2,697 家族 - 人口密度: 626.0人/km2（1,622.3 人/mi2） - 住居数: 4,629 軒 - 住居密度: 300.0軒/km2（777.6 軒/mi2） 人種別人口構成 - 白人: 47.75% - アフリカン・アメリカン: 49.9% - ネイティブ・アメリカン: 0.16% - アジア人: 0.65% - 太平洋諸島系: 0.01% - その他の人種: 0.61% - 混血: 0.87% - ヒスパニック・ラテン系: 1.44% | 年齢別人口構成 - 18歳未満: 24.4% - 18-24歳: 7.9% - 25-44歳: 26.6% - 45-64歳: 22.3% - 65歳以上: 18.7% - 年齢の中央値: 39歳 - 性比（女性100人あたり男性の人口） - 総人口: 84.2 - 18歳以上: 78.9 世帯と家族（対世帯数） - 18歳未満の子供がいる: 27.2% - 結婚・同居している夫婦: 30.7% - 未婚・離婚・死別女性が世帯主: 23.1% - 非家族世帯: 41.7% - 単身世帯: 36.1% - 65歳以上の老人1人暮らし: 16.7% - 平均構成人数 - 世帯: 2.23人 - 家族: 2.88人 | 収入と家計 - 収入の中央値 - 世帯: 25,967米ドル - 家族: 32,118米ドル - 性別 - 男性: 25,705米ドル - 女性: 21,221米ドル - 人口1人あたり収入: 15,647米ドル - 貧困線以下 - 対人口: 20.3% - 対家族数: 17.2% - 18歳未満: 25.0% - 65歳以上: 18.6% |

## 大衆文化
ケンブリッジはジェームズ・ミッチェナーの小説『チェサピーク物語』で架空の町パタモークのモデルになった。ケンブリッジが実際にある場所とはチョップタンク川の対岸、架空の岬にあることになっている。

## メディア
WCEMがケンブリッジからAMとFMのラジオ放送を送っている。
「ドーチェスター・バナー」はケンブリッジで週2回発行される新聞である。「デイリーバナー」としてリンゼー・C・マーシャルとアーミステッド・R・ミチーが創刊した東海岸では初の日刊紙だった。創刊号は1897年9月22日に発行された。
WBOCがロングワーフ・マリーナでバーチャル・スタジオを運営している。週日の夜にケンブリッジと周辺の町に関わるニュースを掲載している。

## インフラ

### 交通
アメリカ国道50号線がケンブリッジを南北に二分する幹線道であり、東端のオーシャンシティから西端のカリフォルニア州サクラメントまで総延長は3,011マイル (4,846 km) ある。地元では「オーシャン・ゲイトウェイ」、または「サンバースト・ハイウェイ」と呼ばれている。
ケンブリッジ＝ドーチェスター空港（コードFAA、CGE)は、ドーチェスター郡が所有する公共用途空港であり、ケンブリッジのすぐ南東にある。長さ4,477フィート (1,365 m) のアスファルト舗装、照明付きの滑走路がある。
メリーランド・アンド・デラウェア鉄道は短い鉄道であり、ケンブリッジまで貨物列車を運行する。この鉄道のシーフォード線ではケンブリッジが西端である。同線はシーフォードでノーフォーク・サザン鉄道と接続し、北アメリカの広大な鉄道ネットワークと接続できることになる。

## 著名な出身者
- ジェイ・Z、ラッパー、作詞家、作曲家、音楽プロデューサー、音楽界に進む前にケンブリッジに住んだ[26]
- ビアトリス・アーサー、女優、エミー賞とトニー賞を受賞、テレビ番組『Maude』や『The Golden Girls』に出演。両親が衣料店を所有経営していたケンブリッジで育った。ケンブリッジで高校在籍中に級友の投票で「最も機知に富む女子」に当選した[27]
- ジョン・バース、小説家、1930年にケンブリッジで生まれた
- スティーブン・アレン・ベンソン、第2代リベリア大統領、1816年にケンブリッジで生まれた
- アニー・オークレイ、射撃の名手、ミュージカル『アニーよ銃をとれ』のモデル、1913年から1915年までケンブリッジで住んだ
- ハリエット・タブマン、逃亡奴隷、 地下鉄道 (秘密結社)の活動家